# Matt Parry

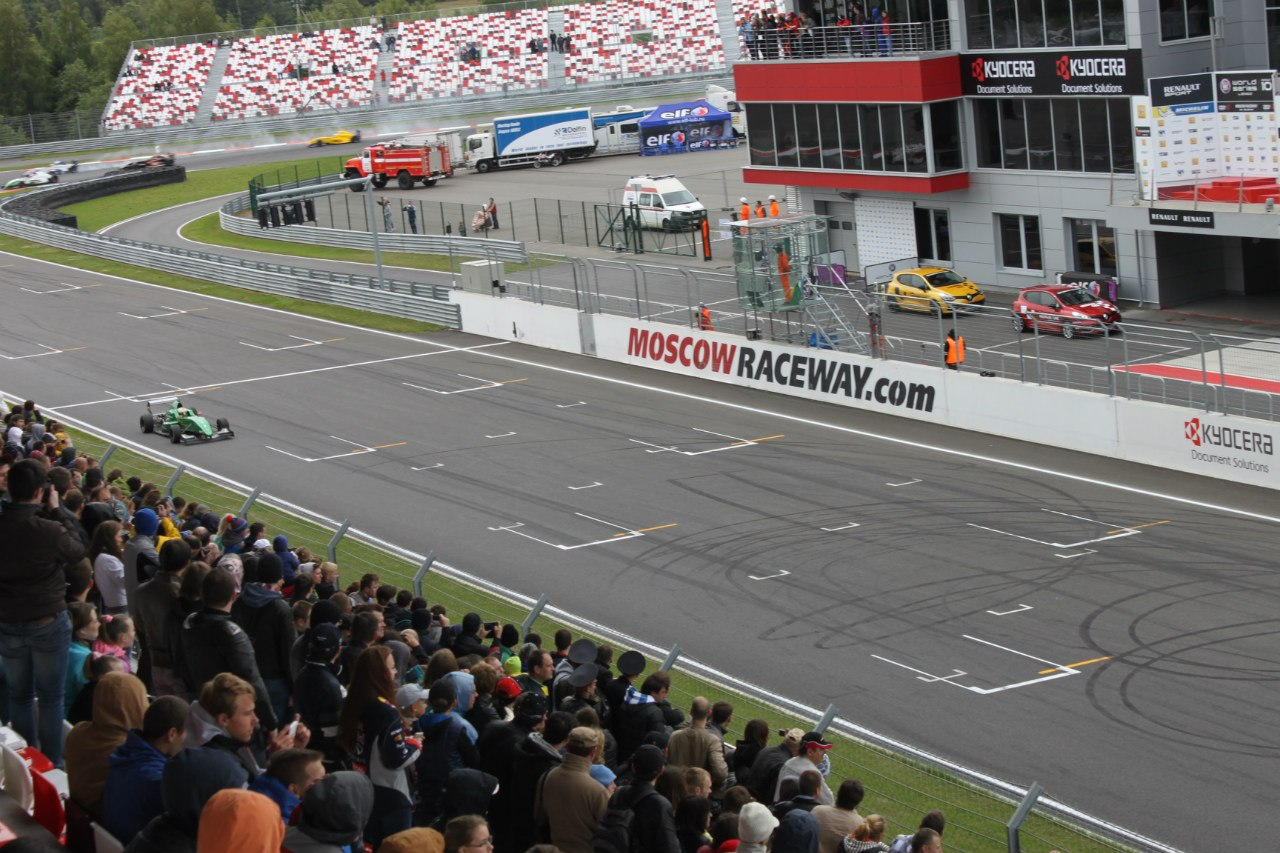
Matt Parry in de Eurocup Formule Renault 2.0 op de Moscow Raceway.

Matthew "Matt" Parry (Cardiff, 14 januari 1994) is een Welsh autocoureur, die tussen 2011 en 2014 deel uitmaakte van het opleidingsprogramma van het voormalige Formule 1-team Caterham.

## Carrière
Parry begon zijn autosportcarrière in het karting in 2006 en eindigde dat jaar als tweede in de Minimax-klasse van het Hoddesdon Kart Club Championship. Zijn grootste kartsucces behaalde hij in 2010, zijn laatste jaar, toen hij de Super 1 National Rotax Max Junior won.
In 2011 stapte Parry over naar het formuleracing, waarbij hij zijn debuut maakte in de Britse Formule Ford voor het team Fluid Motorsport. Met een vierde plaats op Donington Park als beste resultaat eindigde hij als achtste in het kampioenschap met 291 punten.
In 2012 stapte Parry over naar de InterSteps, waar hij uitkwam voor Fortec Motorsports. Hij behaalde 13 overwinningen en 8 andere podiumplaatsen in 23 races, waardoor hij met 649 punten het kampioenschap won.
In 2013 stapte Parry over naar de Formule Renault 2.0 NEC, waarin hij voor Fortec bleef rijden. Hij behaalde vijf overwinningen op de Nürburgring, Silverstone en Spa-Francorchamps en werd met nog vier andere podiumplaatsen kampioen met 289 punten. Door zijn prestaties werd hij samen met Jack Aitken, Jake Hughes, Chris Middlehurst, Seb Morris en Charlie Robertson genomineerd voor een McLaren Autosport BRDC Award. Na een evaluatietest op Silverstone werd op 1 december bekend dat hij deze prijs heeft gewonnen, waardoor hij £100.000 cash en een Formule 1-test met McLaren won.
In 2014 stapte Parry voor Fortec over naar de Eurocup Formule Renault 2.0. Hij behaalde één podiumplaats op de Moscow Raceway en eindigde met 57 punten als elfde in het kampioenschap.
In 2015 maakte Parry zijn debuut in de GP3 Series voor het team Koiranen GP, waar hij naast Jimmy Eriksson en Adderly Fong uitkwam. Hij stond op het podium op Silverstone, de Hungaroring en het Bahrain International Circuit, waardoor hij het seizoen als achtste afsloot met 67 punten.
In 2016 blijft Parry rijden in de GP3 voor Koiranen.